# Vincenzo Righini

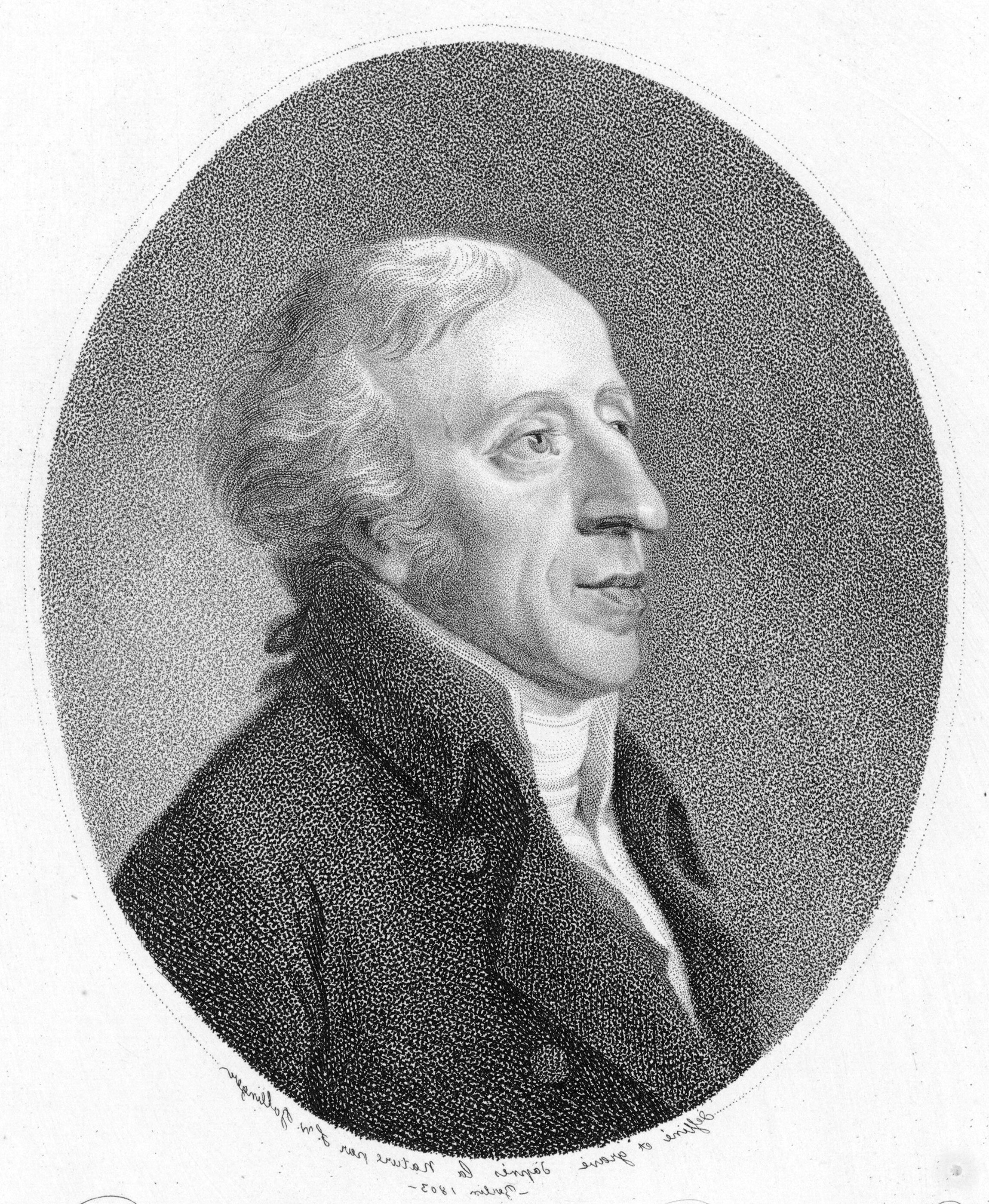
Vincenzo Righini 1803.

Vincenzo Righini, född den 22 januari 1756 i Bologna, död där den 19 augusti 1812, var en italiensk kompositör.
Righini var lärjunge av Padre Martini, uppträdde till en början som sångare och kallades 1780 av Josef II till Wien som sånglärare för ärkehertiginnan Elisabet och direktör för Opera buffa. 1788-92 var han kurfurstlig kapellmästare i Mainz och blev 1793 av Fredrik Vilhelm II utnämnd till kapellmästare vid hovoperan i Berlin. 
Av hans omkring 20 operor har längst bibehållit sig den på sin tid berömda Gerusalemme liberata (1802), som även vann insteg i utlandet (svensk översättning "Det befriade Jerusalem", 1831). Dessutom skrev han åtskilliga kompositioner, vokala och instrumentala, bland annat en mässa och ett Te Deum samt sångövningar.